# American College Testing

Mapa da preferência das universidades dos Estados Unidos, em laranja SAT, em azul ACT.

O American College Testing (ACT) é um teste padronizado de admissão para universidades dos Estados Unidos sendo, junto com o SAT, um dos principais exames de admissão do país. Sua primeira edição foi em novembro de 1959 e, desde então, o teste é aplicado entre quatro e seis vezes ao ano, sendo o mesmo dividido em 5 matérias: língua inglesa, matemática, leitura, ciências e produção de texto.